# Колечечоли (Пистоја)
Колечечоли је насеље у Италији у округу Пистоја, региону Тоскана.
Према процени из 2011. у насељу је живело 41 становника. Насеље се налази на надморској висини од 178 м.